# 미야치 겐키
미야치 겐키(일본어: 宮地 元貴, 1994년 4월 17일~)는 일본의 축구 선수이다.

## 구단 경력
그는 2017년 J2리그의 나고야 그램퍼스에 입단했다. 8월 마쓰모토 야마가 FC로 이적했다. 2018년 J3리그의 아술 클라로 누마즈로 이적했다. 그 후 채터누가 FC에서 뛰었다.